# U-93 (tàu ngầm Đức) (1940)
U-93 là một tàu ngầm tấn công  Lớp Type VII thuộc phân lớp Type VIIC được Hải quân Đức Quốc Xã chế tạo trong Chiến tranh Thế giới thứ hai. Nhập biên chế năm 1940, nó đã thực hiện được bảy chuyến tuần tra, đánh chìm được tám tàu buôn tổng tải trọng 43.392 GRT. Trong chuyến tuần tra cuối cùng tại Đại Tây Dương, U-93 bị tàu khu trục Anh HMS Hesperus đánh chìm tại vùng biển giữa Bồ Đào Nha và quần đảo Azores vào ngày 15 tháng 1, 1942.

## Thiết kế và chế tạo

### Thiết kế

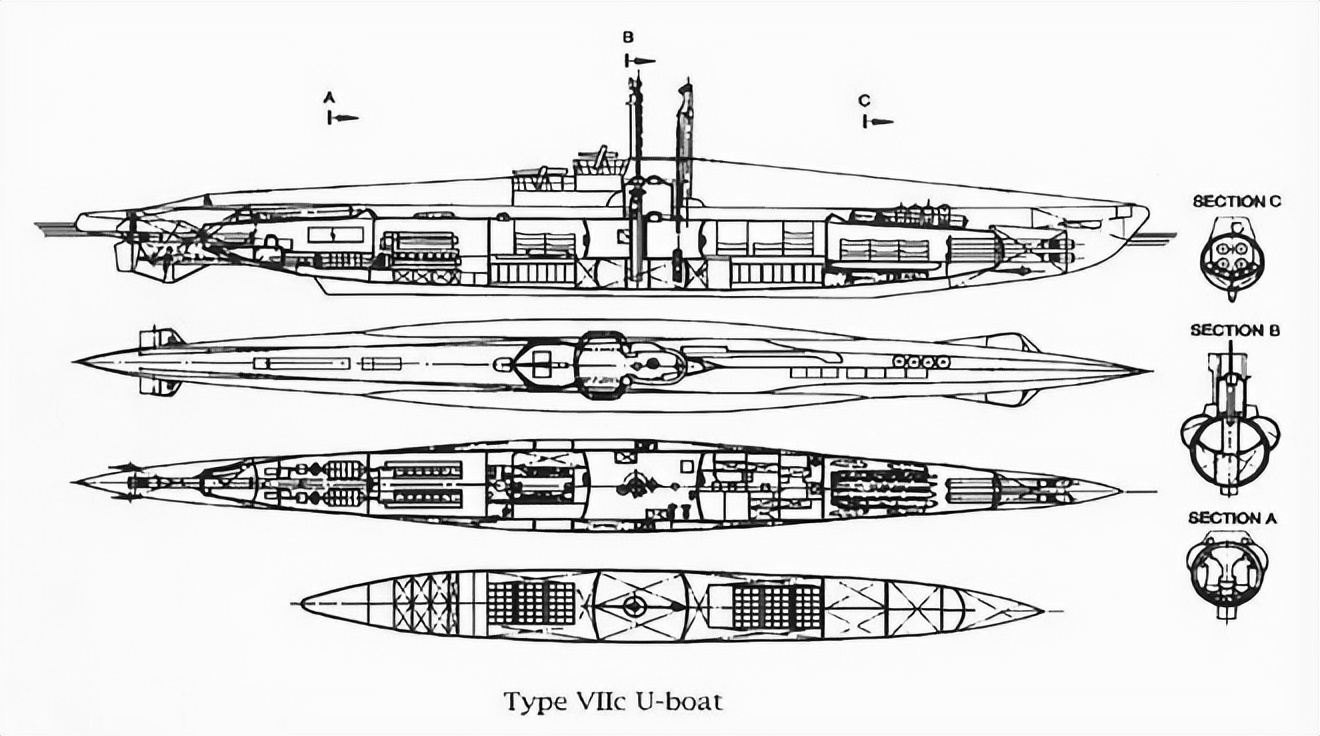
Sơ đồ các mặt cắt một tàu ngầm Type VIIC

Phân lớp VIIC của Tàu ngầm Type VII là một phiên bản VIIB được kéo dài thêm. Chúng có trọng lượng choán nước 769 t (757 tấn Anh) khi nổi và 871 t (857 tấn Anh) khi lặn). Con tàu có chiều dài chung 67,10 m (220 ft 2 in), lớp vỏ trong chịu áp lực dài 50,50 m (165 ft 8 in), mạn tàu rộng 6,20 m (20 ft 4 in), chiều cao 9,60 m (31 ft 6 in) và mớn nước 4,74 m (15 ft 7 in).
Chúng trang bị hai động cơ diesel Germaniawerft F46 siêu tăng áp 6-xy lanh 4 thì, tổng công suất 2.800–3.200 PS (2.100–2.400 kW; 2.800–3.200 bhp), dẫn động hai trục chân vịt đường kính 1,23 m (4,0 ft), cho phép đạt tốc độ tối đa 17,7 kn (32,8 km/h), và tầm hoạt động tối đa 8.500 nmi (15.700 km) khi đi tốc độ đường trường 10 kn (19 km/h). Khi đi ngầm dưới nước, chúng sử dụng hai động cơ/máy phát điện AEG GU 460/8–27  tổng công suất 750 PS (550 kW; 740 shp). Tốc độ tối đa khi lặn là 7,6 kn (14,1 km/h), và tầm hoạt động 80 nmi (150 km) ở tốc độ 4 kn (7,4 km/h). Con tàu có khả năng lặn sâu đến 230 m (750 ft).
Vũ khí trang bị có năm ống phóng ngư lôi 53,3 cm (21 in), bao gồm bốn ống trước mũi và một ống phía đuôi, và mang theo tổng cộng 14 quả ngư lôi, hoặc tối đa 22 quả thủy lôi TMA, hoặc 33 quả TMB. Tàu ngầm Type VIIC bố trí một hải pháo 8,8 cm SK C/35 cùng một pháo phòng không 2 cm (0,79 in) trên boong tàu. Thủy thủ đoàn bao gồm 4 sĩ quan và 40-56 thủy thủ.

### Chế tạo
U-93 được đặt hàng vào ngày 30 tháng 5, 1938, và được đặt lườn tại xưởng tàu của hãng Friedrich Krupp Germaniawerft tại Kiel vào ngày 9 tháng 9, 1939. Nó được hạ thủy vào ngày 8 tháng 6, 1940, và nhập biên chế cùng Hải quân Đức Quốc Xã vào ngày 30 tháng 7, 1940 dưới quyền chỉ huy của Hạm trưởng, Đại úy Hải quân Claus Korth.

## Lịch sử hoạt động

### 1940

#### Chuyến tuần tra thứ nhất
Sau khi chuyển căn cứ hoạt động từ Kiel đến cảng Kristiansand ở phía cực Nam Na Uy vào đầu tháng 10, 1940, U-93 xuất phát từ cảng này vào ngày 9 tháng 10 cho chuyến tuần tra đầu tiên trong chiến tranh. Chiếc tàu ngầm băng qua khe GIUK giữa các quần đảo Shetland và Faroe để vòng qua quần đảo Anh và đi đến vùng biển Bắc Đại Tây Dương giữa Scotland và Iceland.
Trên đường đi, nó đã đánh chìm chiếc tàu buôn Anh Hurunui 9.331 GRT thuộc Đoàn tàu OA 228 ở vị trí cách 120 nmi (220 km) về phía Tây đảo Lewis, Scotland vào ngày 15 tháng 10. Hai ngày sau đó, nó tiếp tục tấn công Đoàn tàu OB 288 ở vị trí khoảng 265 mi (426 km) về phía Tây Bắc Rockall, đánh chìm tàu buôn Na Uy Dokka 1.168 GRT lúc 03 giờ 17 phút  và tàu buôn Anh Uskbridge 2.715 GRT lúc 13 giờ 36 phút.
Cùng trong ngày hôm đó 17 tháng 10, chiếc tàu ngầm lần lượt bị tàu sà lúp Anh HMS Folkestone tấn công bằng hải pháo và 13 quả mìn sâu, sau đó là một tàu hộ tống với bảy quả mìn sâu lúc 10 giờ 15 phút, và sau cùng là một thủy phi cơ Short Sunderland vào lúc chiều tối. U-93 thoát được mà không bị hư hại, và kết thúc chuyến tuần tra khi đi đến cảng St. Nazaire bên bờ biển Đại Tây Dương của Pháp đã bị Đức chiếm đóng, đến nơi vào ngày 25 tháng 10.

#### Chuyến tuần tra thứ hai
Khởi hành từ cảng St. Nazaire vào ngày 7 tháng 11, U-93 hoạt động tại vùng biển về phía Tây Ireland (Khu vực Tiếp cận phía Tây). Nó không đánh chìm được mục tiêu nào, và kết thúc chuyến tuần tra khi đi đến cảng Lorient cùng thuộc bờ biển Đại Tây Dương của Pháp vào ngày 29 tháng 11.

### 1941

#### Chuyến tuần tra thứ ba
U-93 xuất phát từ cảng Lorient vào ngày 11 tháng 1, 1941 cho chuyến tuần tra thứ ba, để tiếp tục hoạt động tại Khu vực Tiếp cận phía Tây. Vào ngày 29 tháng 1, nó đã tấn công Đoàn tàu SC 19 ở vị trí cách 150 mi (240 km) về phía Tây Nam Rockall, và đã đánh chìm các tàu buôn Anh King Robert 5.886 GRT lúc 03 giờ 48 phút, tàu chở dầu Anh W.B. Walker 10.468 GRT lúc 03 giờ 55 phút, và tàu buôn Hy Lạp Aikaterini 4.929 GRT lúc 04 giờ 05 phút. Đến ngày 4 tháng 2 nó tiếp tục bắn hải pháo tấn công tàu buôn Anh Dione II 2.660 GRT, vốn bị tách khỏi Đoàn tàu SC 20 do thời tiết xấu, đánh chìm mục tiêu lúc 06 giờ 00 ở vị trí về phía Tây Bắc quần đảo Aran, Ireland.
Trên đường quay trở về căn cứ, vào ngày 10 tháng 2, U-93 bị một máy bay ném bom Armstrong Whitworth Whitley thuộc Liên đội 502 Không quân Hoàng gia Anh ném bom và bắn phá, và bị hư hại đáng kể. Con tàu về đến cảng Lorient bốn ngày sau đó. Chiếc tàu ngầm mất gần ba tháng để sửa chữa những hư hại do vụ không kích.

#### Chuyến tuần tra thứ tư
Xuất phát từ cảng Lorient cho chuyến tuần tra thứ tư kéo dài từ ngày 3 tháng 5 đến ngày 10 tháng 6, U-93 đã hoạt động tại vùng biển Bắc Đại Tây Dương về phía Đông Nam Greenland. Nó đã đánh chìm tàu chở dầu Hà Lan Elusa 6.235 GRT thuộc Đoàn tàu HX 126 ở vị trí về phía Đông Nam mũi Farewell, Greenland vào ngày 21 tháng 5. Chiếc tàu ngầm kết thúc chuyến tuần tra tại cảng St. Nazaire.

#### Chuyến tuần tra thứ năm
U-93 khởi hành từ cảng St. Nazaire vào ngày 12 tháng 7 cho chuyến tuần tra thứ năm, và đã hoạt động dọc bờ biển phía Nam cho đến tận ngoài khơi Tây Sahara. Đang khi dõi theo một đoàn tàu vận tải Đồng Minh về phía Tây mũi St. Vincent, Bồ Đào Nha vào ngày 11 tháng 8, nó bị máy bay đối phương tấn công và bị hư hại đáng kể, nên phải cắt ngắn chuyến tuần tra và quay trở về St. Nazaire vào ngày 21 tháng 8.

#### Chuyến tuần tra thứ sáu
Trong chuyến tuần tra thứ sáu kéo dài từ ngày 18 tháng 10 đến ngày 21 tháng 11, cùng xuất phát về kết thúc tại cảng St. Nazaire, U-93 hoạt động tại khu vực Bắc Đại Tây Dương cho đến tận phía Đông Newfoundland, Canada. Tuy nhiên chiếc tàu ngầm đã không đánh chìm được mục tiêu nào.

### 1942

#### Chuyến tuần tra thứ bảy - Bị mất
U-93 xuất phát từ cảng St. Nazaire, Pháp vào ngày 23 tháng 12, 1941 cho chuyến tuần tra thứ bảy, cũng là chuyến cuối cùng, để hoạt động trong Địa Trung Hải về phía Đông eo biển Gibraltar.
Vào ngày 15 tháng 1, 1942, trong thành phần hộ tống cho Đoàn tàu HG 78, tàu khu trục Anh HMS Hesperus phát hiện qua radar U-93 đang di chuyển trên mặt nước, tại vùng biển giữa Bồ Đào Nha và quần đảo Azores. Hesperus đã tấn công bằng cách húc vào chiếc tàu ngầm, và sau đó tiếp tục thả mìn sâu và bắn hải pháo. Bị hư hại nặng, U-93 buộc phải trồi lên mặt nước và bỏ tàu trước khi đắm tại tọa độ 36°10′B 15°52′T / 36,167°B 15,867°T. Hesperus cứu vớt được 40 người trong số thủy thủ đoàn của U-93.

### "Bầy sói" tham gia
U-93 từng tham gia năm bầy sói:
- West (8 – 26 tháng 5, 1941)
- Süd (22 tháng 7 – 5 tháng 8, 1941)
- Schlagetot (23 tháng 10 – 1 tháng 11, 1941)
- Raubritter (1 – 8 tháng 11, 1941)
- Seydlitz (27 tháng 12, 1941 – 15 tháng 1, 1942)

### Tóm tắt chiến công
U-93 đã đánh chìm được tám tàu buôn tổng tải trọng 43.392 GRT:
| Ngày              | Tên tàu     | Quốc tịch      | Tải trọng | Số phận      |
| ----------------- | ----------- | -------------- | --------- | ------------ |
| 15 tháng 10, 1940 | Hurunui     | United Kingdom | 9.331     | Bị đánh chìm |
| 17 tháng 10, 1940 | Dokka       | Norway         | 1.168     | Bị đánh chìm |
| 17 tháng 10, 1940 | Uskbridge   | United Kingdom | 2.715     | Bị đánh chìm |
| 29 tháng 1, 1941  | Aikatern    | Greece         | 4.929     | Bị đánh chìm |
| 29 tháng 1, 1941  | King Robert | United Kingdom | 5.886     | Bị đánh chìm |
| 29 tháng 1, 1941  | W.B. Walker | United Kingdom | 10.468    | Bị đánh chìm |
| 4 tháng 2, 1941   | Dione II    | United Kingdom | 2.660     | Bị đánh chìm |
| 21 tháng 5, 1941  | Elusa       | Netherlands    | 6.235     | Bị đánh chìm |